# Stearin

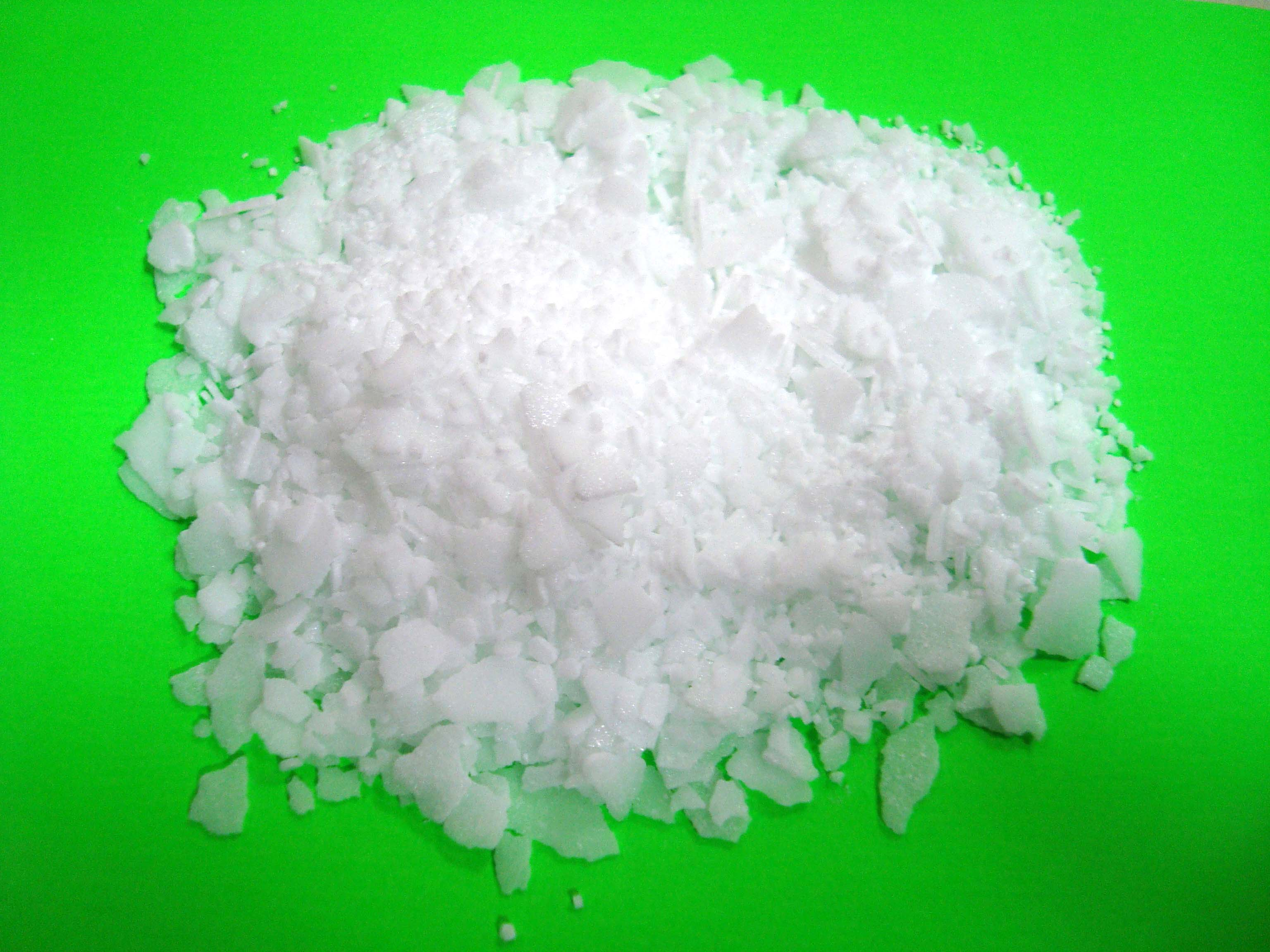
stearin

Stearin, přesněji tristearin, je triglycerid kyseliny stearové. Komerční produkty pod tímto názvem však obsahují ve značné míře i jiné acylové zbytky, například kyselinu palmitovou. Používá se mimo jiné na výrobu svíček a mýdla.
Stearin byl objeven v roce 1818, jako vhodná surovina pro výrobu svíček. Rozmezí teploty tání stearinu v závislosti na složení směsi je mezi 60 a 70 °C. Na rozdíl od parafínu, který je vedlejším produktem při zpracování ropy, je stearin vyráběn z rostlinných olejů nebo živočišných tuků a je biologicky rozložitelný.

## Využití stearinu
- K výrobě svíček – ve svíčkařské výrobě znamenalo využití stearinu zlevnění výroby svíček. Stearin je na rozdíl od parafínu obnovitelná surovina, a tak se dá předpokládat, že se jeho využití ve svíčkařství bude zvyšovat. I dnes jsou mnohé svíčky vyrobeny ze směsi parafínu a stearinu, například v poměru 80 % ku 20 % stearinu. Stearin dokáže vytvářet krystalickou mřížku a v kombinaci s parafínem pevnější a tepelně stálejší svíčky. Je tedy vhodnou surovinou pro výrobu litých a lisovaných svíček. Nevhodný je pro výrobu tažených svíček.
- Přísada do kosmetiky a léčiv především masťových a krémových produktů.
- Stearin z palmového oleje se přidává do potravin.[3]
- Jako přísada do gumárenských směsí